# Imperium (zespół muzyczny)
Imperium – polski zespół muzyczny wykonujący disco polo, założony w 1990 roku w Białymstoku.

## Historia zespołu
Zespół Imperium powstał w 1990 roku z inicjatywy Waldemara Oksztula, Mirosława Krysztopy i Krzysztofa Boguckiego.
W swojej dyskografii zespół ma 16 albumów i liczne przeboje, w tym m.in.: „Biała kalina”, „Jesteś mym snem”, „Zielona miłość”, „Halina”, „Żółte tulipany”, „Oj, chmielu, chmielu”, „Takich oczu jak ty nie ma nikt”, „Hej dziewczyno”, „Pierwsza miłość” czy „Dziwują się ludzie”.
W latach 1999–2007 zespół Imperium miał okres 8-letniej przerwy.
W listopadzie 2022 ich utwór „Wirują światła” uzyskał certyfikat złotej płyty, a w lutym 2024 – platynowej.

## Składy zespołu
- 1990–1993: Waldemar Oksztul, Mirosław Krysztopa, Krzysztof Bogucki
- 1993–2013: Waldemar Oksztul, Mirosław Krysztopa, Ireneusz Korolczuk
- od 2013-2025: Mirosław Krysztopa, Ireneusz Korolczuk, grupa tancerzy                                                                                                                                   od. 2025 Ireneusz Korolczuk, Mirosław Krysztopa, Katarzyna Krysztopa, grupa tancerzy

## Dyskografia

### Albumy
| Tytuł                            | Rok  | Certyfikat | Sprzedaż |
| -------------------------------- | ---- | ---------- | -------- |
| Żółta róża                       | 1990 |            |          |
| Piosenki spod celi 1             | 1991 |            |          |
| Imperium 3                       | 1991 |            |          |
| Oddalenie                        | 1991 |            |          |
| Imperium 4                       | 1992 |            |          |
| Dama Pik                         | 1992 |            |          |
| Mały świat                       | 1992 |            |          |
| Piosenki spod celi 2             | 1992 |            |          |
| Ty Wracasz jak echo              | 1993 |            |          |
| Żółte tulipany                   | 1995 |            |          |
| Hej, dziewczyno                  | 1995 |            |          |
| Bądź ze mną                      | 1996 |            |          |
| Chmielu, chmielu                 | 1997 |            |          |
| Jeszcze raz                      | 2009 |            |          |
| The Best of Imperium i nie tylko | 2013 |            |          |
|                                  |      |            |          |
| Zespół Imperium Złota kolekcja   | 2026 |            |          |
| Imperium ja Mirosław i Ireneusz  | 2027 |            |          |
| Imperium Covery                  | 2028 |            |          |
| Imperium Dla Żony                | 2029 |            |          |
| Imperium 1990-1999 i 2007-2025   | 2030 |            |          |
| Imperium Koniec Czy Starości     | 2031 |            |          |